# 天田印刷加工
天田印刷加工株式会社（あまだいんさつかこう）は、埼玉県草加市にあったキャラクターカードなどを中心とした印刷加工会社。エンスカイ、エトワールと共にあまだグループに属していた。
日本郵便と提携したキャラクター・著名タレントのポストカード・切手シートの製造も請け負っていた。

## 沿革
- 1956年（昭和31年） - 設立
- 2005年（平成17年） - 販売部門を独立させ、株式会社エンスカイ設立
- 2013年（平成25年） - カード部門をあまだグループとCartamundiの出資で設立した日本カードプロダクツ株式会社に移管
- 2014年（平成26年） - 持ち株会社・株式会社あまだと合併し解散

## アマダアニメシリーズ
昔はOVAの制作も行っていた。
- 『スーパーマリオシリーズ』
  - スーパーマリオ ももたろう編
  - スーパーマリオ いっすんぼうし編
  - スーパーマリオ 白雪姫編
- 『かいけつゾロリ』
  - かいけつゾロリのドラゴンたいじ
  - かいけつゾロリのきょうふのやかた
  - かいけつゾロリのまほうつかいのでし
  - かいけつゾロリの大かいぞく（発売中止）
  - かいけつゾロリのゆうれいせん（発売中止）
  - かいけつゾロリのチョコレートじょう（発売中止）